# Земо-Крихи (церковь)
Церковь Архангелов Михаила и Гавриила в Земо-Крихи (груз. ზემო კრიხის მთავარანგელოზის ეკლესია) — грузинская православная церковь в западной Грузии X—XI веков, в высокогорном муниципалитете Амбролаури, расположенном в историко-культурном регионе Рача. Она представляет собой зальный храм с выступающей апсидой, украшенный каменной резьбой, фресками и средневековыми грузинскими надписями. Церковь была почти полностью разрушена во время землетрясения в Раче в 1991 году и восстановлена в 2009 году. Она внесена в список недвижимых памятников культуры национального значения Грузии.

## История
Церковь Архангелов Михаила и Гавриила находится на западной окраине села Земо-Крихи, относящегося к муниципалитету Амбролаури, расположенному в северо-западной части Грузии, в краю Рача-Лечхуми и Нижняя Сванетия. Она стоит на вершине холма на левом берегу Крихулы, притока реки Риони. Эта местность является частью историко-культурного региона Рача. На основании её архитектурных особенностей церковь Земо-Крихи датируется концом X или началом XI века. Первое упоминание о ней встречается в путевых записках русских посланников Толочанова и Евлеева, совершавших поездки по Западной Грузии в 1650-е годы, а также в грузинских дарственных грамотах XVII—XVIII веков. Церковь обрушилась в результате сильного землетрясения, которое произошло в Раче 29 апреля 1991 года. Она была восстановлена в 2009 году.

## Архитектура
Церковь Земо-Крихи, занимающая площадь в 13,4 на 5,7 метров, построена из обработанных каменных блоков и извести. Она представляет собой зальную церковь с выступающей апсидой на восточной стороне. Апсида имеет пятиугольную внешнюю форму и полукруглый интерьер. На южной и западной стороне церковь имеет пристройки, по-видимому, специальные зоны для женщин (сакалебо), возведённые позднее в XI веке. Западная стена и соответствующая пристройка были реконструированы в 1884 году. В отличие от стандартной трёхсторонней алтарной части, характерной для зальных церквей Грузии того времени, храм в Земо-Крихи обладает вимой, разделённой на три части: две глубокие и высокие ниши с конхами по бокам алтаря с каждой стороны, что делает интерьер монументальным по отношению к его размеру. Вима освещается двумя окнами. Наружные и внутренние стены храма богато украшены орнаментальной каменной резьбой. Фасады украшены десятком надписей, выполненных средневековыми грузинскими шрифтами «асомтаврули» и «нусхури», палеографически датированных XI веком. Интерьер церкви украшен фресками середины XI века. Они изображают библейские сцены, портреты различных святых (в том числе группы женщин-святых), священнослужителей и светских жертвователей.